# Ушинский, Николай Григорьевич
Николай Григорьевич Ушинский (1863—1934) — российский патофизиолог, профессор, доктор медицинских наук, основатель кафедры общей и экспериментальной патологии Психоневрологического института (1911, ныне Северо-Западный государственный медицинский университет имени И. И. Мечникова).

## Биография
После окончания владимирской губернской гимназии, обучался на физико-математическом факультете Санкт-Петербургского университета, затем в Императорской военно-медицинской академии. Ученик В. В. Пашутина.
В 1892 и 1893 годах находился в заграничной командировке от Военно-медицинской академии, работал в лабораториях в Фрайбурге, Страсбурге, Париже и Мюнхене.
В 1895 был назначен экстраординарным профессором кафедры общей патологии Императорского Варшавского университета. В 1899 года назначен ординарным профессором той же кафедры.
Кроме общей патологии читал курс лекций и по бактериологии.

## Научная деятельность
Крупный специалист в области патологии газообмена и теплопроизводства, Н. Г. Ушинский был выдающимся продолжателем традиций отечественной патологии.
С 1911 по 1914 руководил созданной им кафедрой общей и экспериментальной патологии Психоневрологического института. Имея богатый опыт преподавания общей патологии, профессор Н. Г. Ушинский в Психоневрологическом институте одновременно излагал студентам основы экспериментальной патологии и патологической анатомии.

## Избранные труды
- «Ueb. d. Reizung d. Froschruckenmarks mit Kettenstromen» («Pfluger’s Arch.», 1885);
- «Газообмен и теплопроизводство при флоридзинной гликозурии» (диссертация, Санкт-Петербург, 1891);
- «Ueber d. Wirkung d. Kalte auf verschiedene Gewebe» («Ziegler’s Beitrage», 1892);
- «Ueber d. Schwefelwasserstoffvergiftung» («Zeitschr. fur physiol. Chemie», 1893 и «Вестник судебной медицины и гигиены», 1895);
- «Les toxines du cholera et de la diphtherie» («Arch. de medec. experiment», 1893 и «Газета Боткина», 1893); *"L’intoxication par la Sulfocyanuy de mercure" («Annales d’hygiene», 1893);
- «Ueber eine neue eiweissfreie Nahrlosung nebst Bemerkungen ub. d. Tetanusgift» («Cntrlbltt f. Bakteriologie», 1893);
- «О физиологическом действии токов высокого напряжения и большой частоты перерывов» («Труды Общества Русских Врачей при Императорском Варшавском Университете», 1896);
- «К вопросу о флоридзиновой гликолурии» (ib., 1897);
- «О микробах Bra» (ib., 1899);
- «О причинах новообразования процессов в органическом мире» (ib., 1898);
- «Ueber Diphtherienkulturen auf eiweissifreier Nahrlosung» («Cntrlbltt f. Bakteriologie», 1897);
- «Zur Frage v. d. Ermudbarkeit d. Reflexapparate d. Ruckenmarks» («Cntrlbltt f. Physiologie», 1899);
- «Лекции по бактериологии» (1900 и 1901) и др.

Кроме того, под редакцией Ушинского вышли 2 тома сборника работ лаборатории общей патологии при Императорском варшавском университете, в 1898 и 1900 гг.